# Kokra, Preddvor
Kokra este o localitate din comuna Preddvor, Slovenia, cu o populație de 266 de locuitori.